# Ichthyophis supachaii
Ichthyophis supachaii és una espècie d'amfibis gimnofions de la família Ichthyophiidae. Habita a Tailàndia i possiblement Malàisia. El seu hàbitat natural inclou boscos tropicals o subtropicals secs a baixa altitud, montans secs, rius, corrents intermitents d'aigua, plantacions, jardins rurals, zones prèviament boscoses ara molt degradades, terres d'irrigació i terra cultivable inundada per estacions. Està amenaçada d'extinció per la pèrdua del seu hàbitat natural.